# El infinito (película de 2017)
El infinito es una película estadounidense de 2017 que podría inscribirse en el ciclo de cine de terror o de ciencia ficción. Fue dirigida por Justin Benson y Aaron Moorhead y escrita por Benson. Los protagonistas de la película son Benson, Moorhead, Callie Hernández, Tate Ellington, Lew Temple y James Jordan. La película fue estrenada el 6 de abril de 2018, por Well Go USA Entertainment. El infinito puede ser considerada una secuela parcial de la película Resolution, una obra anterior de Benson y Moorhead, con la que comparten un mismo universo creativo y algunos puntos comunes.

## Sinopsis
Dos hermanos regresan a la finca en la que vivieron hace años en el seno de una secta autodestructiva. En realidad, uno de ellos ha recibido un mensaje de vídeo críptico que parece invitarlos a retornar al hogar. Los dos hermanos tienen puntos de vista diferentes sobre todo lo que ocurrió en el pasado, aunque la vida diaria y el trabajo en una empresa de limpieza no parece satisfacerlos. Poco a poco entendemos que el hermano mayor, al darse cuenta de que podría ocurrir un intento de suicidio colectivo, huye de la secta y se lleva a su hermano menor consigo. Han pasado muchos años, pero el menor aún tiene muchos recuerdos felices de su infancia en la granja y cree que los miembros del grupo seguirán cumpliendo su misión. Con el deseo de pasar unas horas en la finca y poder despedirse como es debido del grupo, los jóvenes regresan un buen día. El líder de la secta los recibe con palabras amables y les muestra sus nuevos logros. Los hermanos se ven obligados a reconsiderar las creencias del culto autodestructivo cuando se enfrentan a fenómenos inexplicables que rodean el campamento, incluida una entidad invisible que frustra a los incrédulos en las actividades cotidianas mientras ayuda al creyente. A medida que los miembros se preparan para la llegada de un evento misterioso, conocido como la ascensión, los hermanos tratan de desentrañar la verdad aparentemente imposible antes de que sus vidas se enreden permanentemente con el culto.

## Reparto
- Justin Benson: Justin Smith
- Aaron Moorhead: Aaron Smith
- Callie Hernandez: Anna
- Tate Ellington: Hal
- Lew Temple: Tim
- James Jordan: Shitty Carl
- Shane Brady: Shane Williams
- Kira Powell: Lizzy
- David Lawson Jr.: Smiling Dave
- Emily Montague: Jennifer Danube
- Peter Cilella: Michael Danube
- Vinny Curran: Chris Daniels
- Glen Roberts: Woods

## Estreno
La película se estrenó en el Festival de cine de Tribeca el 21 de abril de 2017. El 1 de mayo de 2017, Well Go USA Entertainment adquirió los derechos de distribución de la película. La película fue estrenada en EE. UU. el 6 de abril de 2018, por Well Go USA Entertainment.